# Boycott des produits russes en Ukraine
 (mai 2015).
Si vous disposez d'ouvrages ou d'articles de référence ou si vous connaissez des sites web de qualité traitant du thème abordé ici, merci de compléter l'article en donnant les références utiles à sa vérifiabilité et en les liant à la section « Notes et références ».

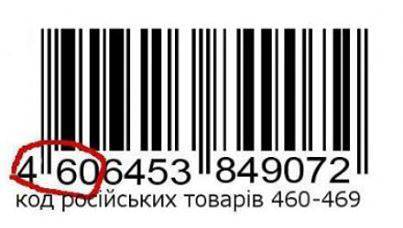
Les produits dont le code-barre commence par 46, qui indiquent la provenance de Russie

La campagne de boycott des produits russes en Ukraine sous le nom N’achète pas russe ! (ukrainien : «Не купуй російське!») ou Boycotte les produits russes ! (ukrainien : «Бойкотуй російське!») est une campagne civile de boycott qui a commencé en réaction au blocus des exportations ukrainiennes par la fédération de Russie,,. La campagne a débuté le 14 août 2013 avec des appels sur les réseaux sociaux et a été relayée par des militants qui ont organisé une manifestation suivie par la distribution massive de dépliants, d’affiches, d’autocollants, etc. La campagne a perdu un peu de sa force avec le début de l'Euromaïdan à partir de novembre 2013, mais le 2 mars 2014, avec le déclenchement de la crise de Crimée, les militants ont annoncé la reprise de cette campagne de boycott des produits russes. L’organisateur de la campagne est le mouvement Vidsich.
L’incitation au boycott des produits russes s'est étendu à d'autres pays, comme La Biélorussie, la Lituanie, la Lettonie, l'Estonie, la Pologne, la République tchèque, les États-Unis, la Moldavie et la Géorgie.

## Causes
La raison pour le début de cette campagne a été la classification par les services de douane de la fédération de Russie, le 14 août 2013, de tous les importateurs ukrainiens dans leur liste d’importateurs « à risque ». Cela a causé un blocus virtuel des livraisons de produits ukrainiens vers la Russie, et a entrainé la formation de files d'attente de centaines de camions et de wagons chargés de marchandise ukrainienne à la frontière russe. Les activistes ont indiqué que la décision de commencer ce boycott a également été affectée par la précédente guerre économique de la Russie contre l'Ukraine, en particulier en ce qui concerne la viande, le fromage, le chocolat, et d’autres produits.

### Conflits gaziers russo-ukrainiens
La guerre économique entre la fédération de Russie et l'Ukraine a commencé avec les conflits gaziers russo-ukrainiens. Tout a commencé en 2005, lorsque la compagnie gazière russe Gazprom, qui jouit d'une situation de monopole, a demandé à l'Ukraine de payer en 2006 un prix proche de celui des pays européens (environ $250 pour 1000 mètres cubes). Par cette hausse du prix du gaz, la Russie voulait en outre pousser les compagnies métallurgiques ukrainiennes à la faillite et ainsi éliminer les concurrents aux compagnies russes sur le marché ukrainien. Le gouvernement ukrainien n'a pas donné son accord pour payer le nouveau prix, et Gazprom a donc suspendu les livraisons de gaz à l'Ukraine. Gazprom a ensuite accusé l'Ukraine de prélever illégalement du gaz qui aurait dû être livré à l'Europe. Les représentants ukrainiens de Naftogaz ont dénié ces accusations. Le 4 janvier, un accord a été trouvé au sujet du prix. Après ce premier incident, les Russes et Ukrainiens se sont souvent disputés à propos du prix du gaz.
Les guerres du gaz sont devenues les premiers cas de pression économique russe sur l'Ukraine, et expliquent les guerres économiques qui se sont ensuite succédé entre les deux pays. La campagne civile ukrainienne de boycott des produits russes s'inscrit dans ce contexte.

## But
L'objectif des militants est le suivant :

« Le but de la campagne de boycott contre les produits russes est d’attirer l'attention sur la politique russe ouvertement hostile envers l'Ukraine : ils interdisent les produits ukrainiens, ils tuent les pêcheurs ukrainiens, les soldats russes armés de mitrailleuses saisissent des locaux à Sébastopol, et les autorités russes font peur sans relâche à l'Ukraine en disant que la pression sera encore pire si l’Ukraine n’abandonne pas l'intégration européenne. Notre campagne encourage les autorités ukrainiennes et les entrepreneurs à rechercher des partenaires fiables en dehors de la Russie, et à se recentrer sur les pays où sont respectées les règles de commerce équitables, c’est-à-dire principalement sur l'Union européenne. »

[réf. nécessaire]

## Le boycott
Le 22 août 2013 les activistes protestent sous l’Administration du Président d’Ukraine. Ici, ils déclarent le début du boycott des produits russes. Tout de suite, les activistes commencent à distribuer massivement des tracts, des affiches et des autocollants pro-ukrainiens sur tout ea territoire de l'Ukraine. Les caricatures de poupée russe ont été utilisées dans la campagne. En novembre 2013 la distribution s’est répandue sur les plus de 45 cités. Quant à Euromaïdan de ce temps-là, il n’y avait aucune activité importante, liée avec cette campagne.
Du 2 mars 2014 les activistes de cette campagne proclament le recommencement du boycott des produits russes. Les plusieurs messages qui appelaient les gens de ne pas financer les occupants de cette façon-là sont publiés sur les réseaux sociaux.
Du mars de 2014 les activistes organisent les foules éclairs dans les supermarchés, en appelant de ne pas acheter les produits russes. Les mêmes actions et les foules éclaires se passaient contre les stations-service,, les banques, les concerts russes etc.
À l’été 2014, des boycotts pareils ont été faits contre les restaurants et les cafés russes à Kiev[réf. nécessaire].
À la fin de 2014, les activistes lancent une campagne contre les films et les séries russes dans l’espace médiatique ukrainien[réf. nécessaire].

## Résultats
En avril 2014, il a été signalé que les fabricants russes, à travers l’association GS1, changent leurs codes-barres russes pour des codes-barres d’autres pays. En outre, ont été révélés des faits de dissimulation illégale de la provenance de produits russes dans certains supermarchés[réf. nécessaire].
Comme l'a dit un analyste financier international de l'entreprise Alpari (en) Alexandre Mikhailenko, les importations russes en Ukraine en janvier-février 2014 ont diminué de 700 à 800 millions de dollars américains par rapport à la même période en 2013 en raison du boycott organisé en Ukraine[réf. nécessaire].
Le 26 mars 2014, il a été signalé que dans les deux semaines précédentes, la vente de produits russes en Ukraine a diminué de près de 40 %. Ceci fut aussi confirmé par la European Business Association (uk), qui a indiqué que les producteurs russes souffrent des conséquences du boycott et ont enregistré en mai une baisse des ventes comprise entre 35 et 50 %.
Au début du mois de mai 2014, le directeur de l'association ukrainienne des détaillants Alexeï Dorochenko a dit que depuis le début de l'année les ventes de produits russes ont diminué de façon significative. Par exemple, les ventes de vêtements russes ont diminué de 70% et ont forcé des magasins russes à la fermeture, tel que rapporté par le propriétaire d'un des magasins de vêtements Andrei Grizzly.
À la mi-mai 2014, les supermarchés ukrainiens ont commencé à massivement abandonner les achats de produits russes, avec les livraisons en provenance de Russie chutant d'un tiers.
Selon le sondage en ligne mené par TNS en Ukraine, en mars-avril 2014 52 % des Ukrainiens avaient une attitude positive ou plutôt positive pour boycotter les produits russes. Selon l'enquête, 39 % des répondants ukrainiens participent au boycott.
Selon les experts[Qui ?], les entreprises russes en Ukraine enregistrent des pertes à la suite du boycott.
Selon les études de Juin 2014, l'Ukraine réduit sa dépendance commerciale envers la Russie à un rythme accru, au profit des pays de l'Union européenne[réf. nécessaire].

## Application téléphonique
Cette application a été écrite pour Android. Elle peut identifier la provenance des produits grâce aux code-barres et est même en mesure de reconnaître des produits russes « déguisés » en produits ukrainiens ou étrangers. Dès avril 2014, cette application avait dépassé les 100 000 installations,.

## Photos

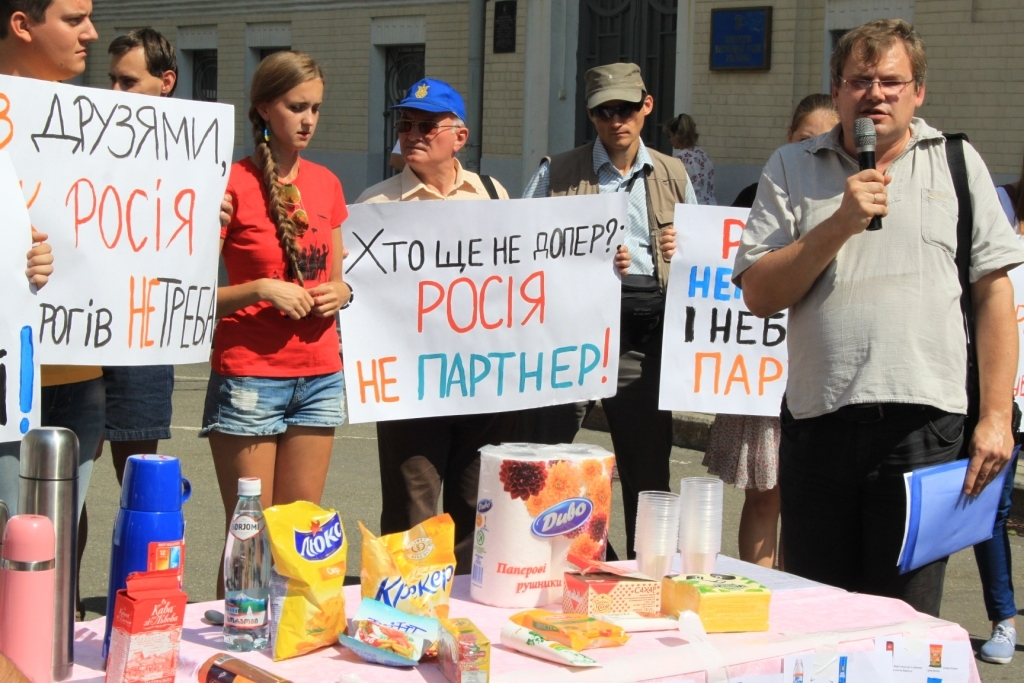
Manifestation organisée par Vidsich devant l'Administration présidentielle ukrainienne (en) pour demander une réponse adéquate de l'Ukraine au blocus russe contre les produits ukrainiens, le 22 août 2013.
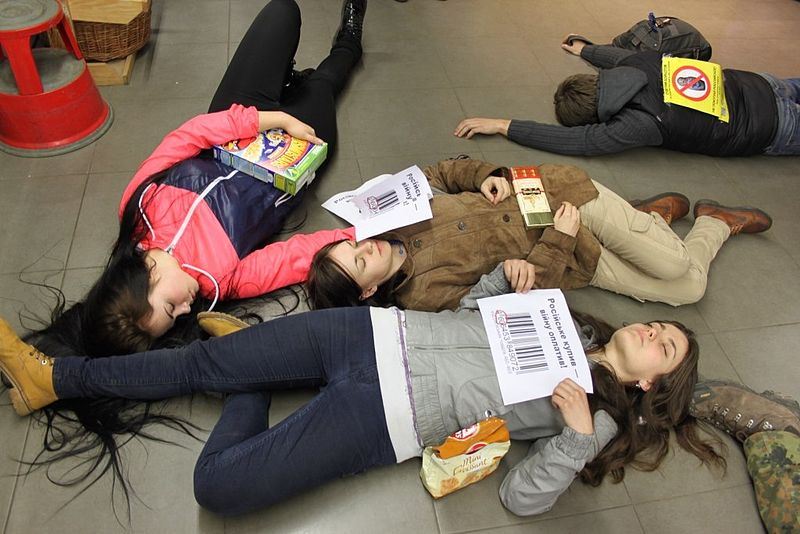
Flashmob Made in Russia tue dans un supermarché, pour demander de ne pas acheter les produits russes, le 15 mars 2014.
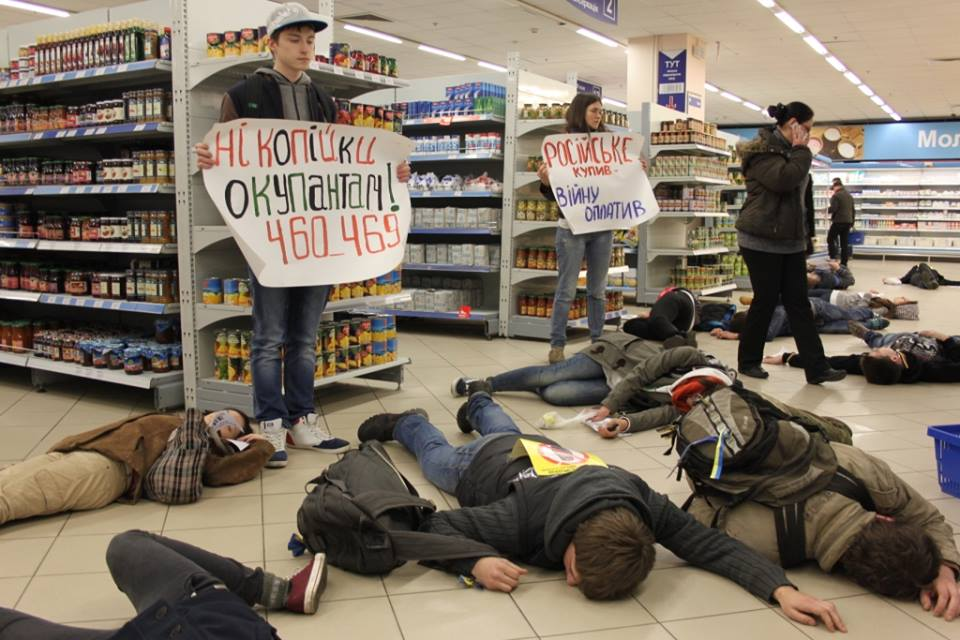
Flashmob dans un supermarché de Kiev, le 15 mars 2014.
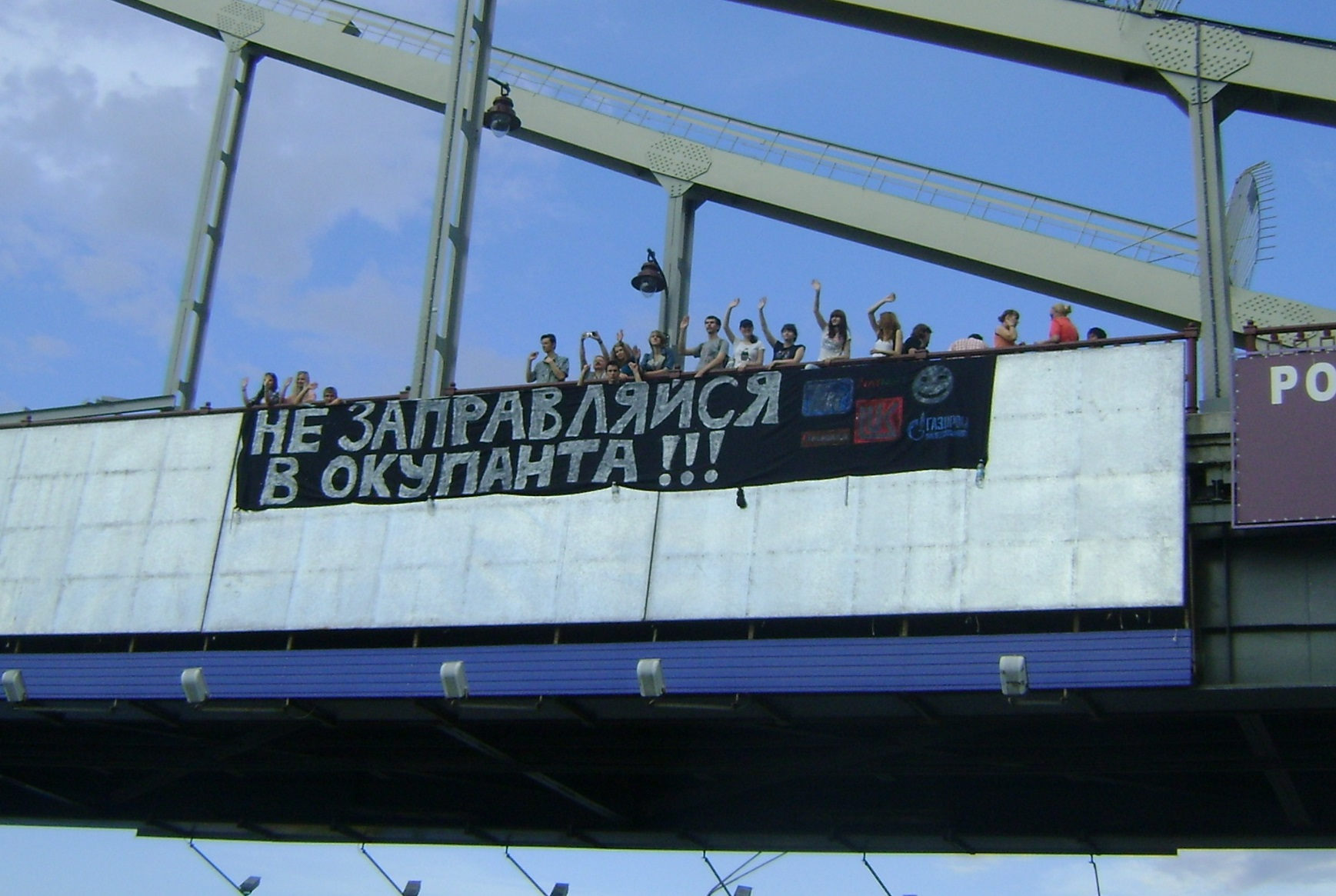
Bannière Ne te fournis pas chez l'occupant, sur le Pont Piéton à Kiev, le 29 mai 2014.
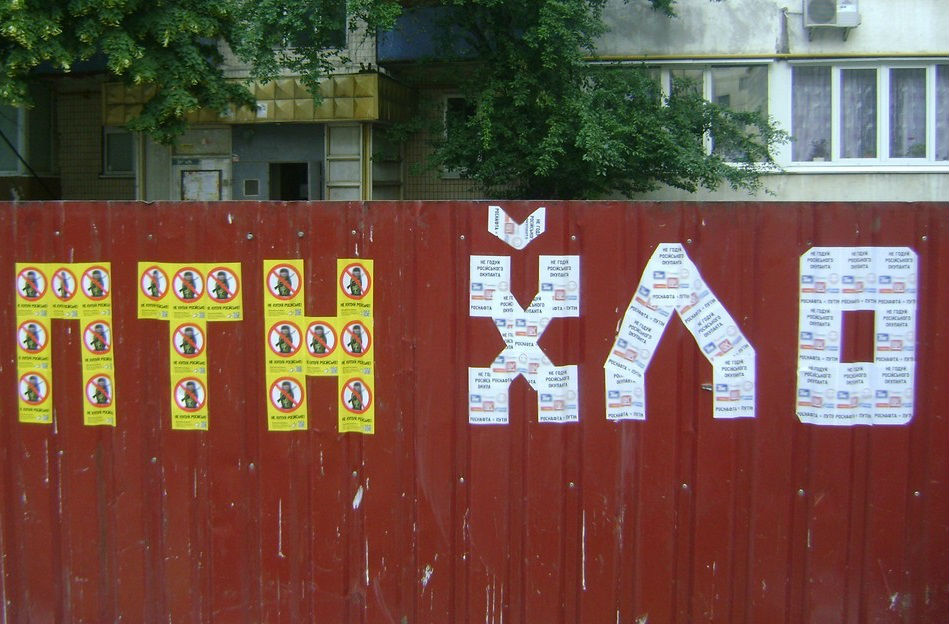
Inscription ПТН X̆ЛО (abréviation pour Poutine khouilo) faite d'autocollants lors de la campagne à Brovary (Région de Kiev), le 22 juin 2014.